# Dataetisk Råd
Dataetisk Råder et dansk råd, der kommer med anbefalinger til etisk brug af data. Det kan komme med anbefalinger, men det er ikke en tilsynsmyndighed som Datatilsynet.
Rådet blev oprettet i 2019, efter en ekspertgruppe om dataetik nedsat af regeringen i 2018 havde anbefalet, at der blev etableret et Dataetisk Råd.
Rådets første formand er Johan Busse, som er borgerrådgiver i Københavns Kommune og tidligere ansat hos Folketingets Ombudsmand. Ud over formanden har rådet 14 medlemmer som udpeges for fire år ad gangen.
I juni 2022 blev Dataetisk Råd en del af et nyt Nationalt Center for Etik, som også understøtter tre andre uafhængige organer: Det Etiske Råd, Den Nationale Videnskabsetiske Komité og De Videnskabsetiske Medicinske Komiteer.
Dataetisk Råd rådgiver om dataetik. Det Etiske Råd tager sig af problemstillinger omkring sundhedsdata, mens øvrige data ligger hos Dataetisk Råd, der kan anbefale, redegøre og skabe opmærksomhed og debat om dataetiske dilemmaer ved ny teknologi. Rådet skal ikke drøfte juridiske problemstillinger i lovgivningen og skal ikke overtage opgaver for tilsynsmyndigheder som Datatilsynet, der har kompetence til at påse, om lovgivningen er overholdt. 

Rådet har for eksempel givet råd om udvikling af en smittesporingsapp og et digital corona-pas, skrevet høringssvar om samkøring af data i det offentlige og CPR-registret. Det har udviklet dataetiske principper, et dataetisk vurderingsskema til konsekvensanalyser og anbefalinger om brugen af ansigtsgenkendelse.